# 24 Heures du Mans 2008
Navigation
Édition précédente Édition suivante
Les 24 Heures du Mans 2008 sont la 76e édition de l'épreuve et se déroulent les 14 et 15 juin 2008 sur le circuit de la Sarthe, devant une affluence de 258 000 spectateurs.

## Temps des qualifications
Le leader de chaque catégorie et le meilleur temps au tour de chaque jour sont inscrits en gras. Le meilleur temps au tour de chaque voiture est inscrit sur fond grisé.
| Pos | Écurie                             | Cat. | Jour 1         | Jour 2         |
| --- | ---------------------------------- | ---- | -------------- | -------------- |
| 1   | #8 Team Peugeot Total              | LMP1 | 3 min 18 s 513 | 3 min 20 s 566 |
| 2   | #9 Peugeot Sport Total             | LMP1 | 3 min 18 s 682 | 3 min 24 s 966 |
| 3   | #7 Team Peugeot Total              | LMP1 | 3 min 20 s 451 | 3 min 21 s 490 |
| 4   | #2 Audi Sport North America        | LMP1 | 3 min 24 s 105 | 3 min 23 s 847 |
| 5   | #3 Audi Sport Team Joest           | LMP1 | 3 min 24 s 287 | 3 min 26 s 432 |
| 6   | #10 Charouz Racing System          | LMP1 | 3 min 34 s 211 | 3 min 25 s 158 |
| 7   | #1 Audi Sport North America        | LMP1 | 3 min 27 s 580 | 3 min 25 s 289 |
| 8   | #11 Dome Racing Team               | LMP1 | 3 min 29 s 352 | 3 min 26 s 928 |
| 9   | #16 Pescarolo Sport                | LMP1 | 3 min 28 s 533 | 3 min 32 s 407 |
| 10  | #5 Team Oreca-Matmut               | LMP1 | 3 min 30 s 490 | 3 min 32 s 176 |
| 11  | #17 Pescarolo Sport                | LMP1 | 3 min 30 s 618 | 3 min 30 s 905 |
| 12  | #12 Charouz Racing System          | LMP1 | 3 min 31 s 910 | 3 min 31 s 135 |
| 13  | #6 Team Oreca-Matmut               | LMP1 | 3 min 31 s 243 | 3 min 33 s 139 |
| 14  | #34 Van Merksteijn Motorsport      | LMP2 | 3 min 34 s 078 | 3 min 32 s 301 |
| 15  | #21 Epsilon Euskadi                | LMP1 | 3 min 41 s 526 | 3 min 32 s 939 |
| 16  | #31 Team Essex                     | LMP2 | 3 min 33 s 441 | 3 min 38 s 621 |
| 17  | #20 Epsilon Euskadi                | LMP1 | 3 min 39 s 158 | 3 min 34 s 281 |
| 18  | #18 Rollcentre Racing              | LMP1 | 3 min 35 s 450 | 3 min 35 s 020 |
| 19  | #32 Barazi-Epsilon                 | LMP2 | 3 min 35 s 344 | 3 min 44 s 555 |
| 20  | #33 Speedy Racing Team Sebah       | LMP2 | 3 min 35 s 401 | -              |
| 21  | #14 Creation Autosportif           | LMP1 | 3 min 35 s 994 | 3 min 39 s 638 |
| 22  | #24 Terramos                       | LMP1 | 3 min 37 s 560 | 3 min 40 s 318 |
| 23  | #19 Chamberlain-Synergy Motorsport | LMP1 | 3 min 38 s 024 | 3 min 43 s 492 |
| 24  | #45 Embassy Racing (en)            | LMP2 | 3 min 39 s 926 | 3 min 49 s 019 |
| 25  | #25 Ray Mallock Ltd.               | LMP2 | 3 min 44 s 188 | 3 min 40 s 027 |
| 26  | #40 Quifel ASM Team                | LMP2 | 3 min 41 s 193 | 3 min 44 s 074 |
| 27  | #4 Saulnier Racing                 | LMP1 | 3 min 46 s 666 | 3 min 42 s 162 |
| 28  | #35 Saulnier Racing                | LMP2 | 3 min 42 s 545 | 4 min 10 s 588 |
| 29  | #41 Trading Performance            | LMP2 | 3 min 46 s 773 | 3 min 43 s 148 |
| 30  | #26 Team Bruichladdich Radical     | LMP2 | 3 min 47 s 935 | 3 min 46 s 631 |
| 31  | #63 Corvette Racing                | GT1  | 3 min 49 s 406 | 3 min 47 s 668 |
| 32  | #23 Autocon Motorsports            | LMP1 | 3 min 56 s 108 | 3 min 47 s 695 |
| 33  | #50 Larbre Compétition             | GT1  | 3 min 50 s 920 | 3 min 47 s 761 |
| 34  | #44 Kruse Schiller Motorsport      | LMP2 | 3 min 47 s 802 | -              |
| 35  | #64 Corvette Racing                | GT1  | 3 min 50 s 766 | 3 min 48 s 539 |
| 36  | #009 Aston Martin Racing           | GT1  | 3 min 52 s 266 | 3 min 48 s 994 |
| 37  | #007 Aston Martin Racing           | GT1  | 3 min 52 s 527 | 3 min 49 s 060 |
| 38  | #55 IPB Spartak Racing             | GT1  | 3 min 52 s 175 | 3 min 53 s 000 |
| 39  | #72 Luc Alphand Aventures          | GT1  | 3 min 53 s 990 | 3 min 52 s 993 |
| 40  | #59 Team Modena                    | GT1  | 3 min 58 s 193 | 3 min 53 s 031 |
| 41  | #22 Tōkai University YGK           | LMP1 | 3 min 52 s 143 | -              |
| 42  | #53 Vitaphone Racing Team          | GT1  | 3 min 57 s 371 | 3 min 53 s 475 |
| 43  | #73 Luc Alphand Aventures          | GT1  | 3 min 55 s 736 | 3 min 58 s 025 |
| 44  | #76 IMSA Performance Matmut        | GT2  | 4 min 00 s 793 | 3 min 58 s 152 |
| 45  | #77 Team Felbermayr-Proton         | GT2  | 4 min 02 s 517 | 3 min 59 s 072 |
| 46  | #96 Virgo Motorsport               | GT2  | 4 min 01 s 293 | 3 min 59 s 820 |
| 47  | #80 Flying Lizard Motorsports      | GT2  | 4 min 00 s 106 | 4 min 02 s 799 |
| 48  | #90 Farnbacher Racing              | GT2  | 4 min 05 s 098 | 4 min 01 s 464 |
| 49  | #82 Risi Competizione              | GT2  | 4 min 01 s 598 | 4 min 02 s 412 |
| 50  | #97 BMS Scuderia Italia            | GT2  | 4 min 02 s 080 | 4 min 03 s 109 |
| 51  | #99 JMB Racing                     | GT2  | 4 min 03 s 293 | 4 min 14 s 033 |
| 52  | #85 Snoras Spyker Squadron         | GT2  | 4 min 05 s 096 | 4 min 03 s 641 |
| 53  | #78 AF Corse                       | GT2  | 4 min 05 s 660 | 4 min 03 s 810 |
| 54  | #83 Risi Competizione              | GT2  | 4 min 07 s 978 | 4 min 04 s 515 |
| 55  | #94 Speedy Racing Team             | GT2  | 4 min 11 s 564 | 4 min 08 s 284 |

## Nombre de pilotes qualifiés pour la course
En cette année 2008, un nouveau record est établi avec la participation de 165 pilotes à ce double tour d'horloge. Parmi eux, sont également présentes deux femmes dont Vanina Ickx qui signe lors de cette édition, son retour aux 24 Heures du Mans.
| 36 Français   | 24 Britanniques | 13 Allemands     | 11 Américains | 11 Japonais   |
| 10 Italiens   | 8 Néerlandais   | 7 Danois         | 6 Suisses     | 5 Autrichiens |
| 5 Brésiliens  | 5 Espagnols     | 3 Belges         | 3 Monégasques | 3 Portugais   |
| 2 Australiens | 2 Canadiens     | 2 Finlandais     | 2 Russes      | 2 Suédois     |
| 2 Tchèques    | 1 Chinois       | 1 Saint-Marinais | 1 Saoudien    |               |

## Déroulement de la course

### Classements intermédiaires
| Pos. | Après la 1re heure | Après la 1re heure                                                          | Après 6 heures | Après 6 heures                                                              | Après 12 heures | Après 12 heures                                                             | Après 18 heures | Après 18 heures                                                             |
| Pos. | n°                 | Voiture / Pilotes                                                           | n°             | Voiture / Pilotes                                                           | n°              | Voiture / Pilotes                                                           | n°              | Voiture / Pilotes                                                           |
| ---- | ------------------ | --------------------------------------------------------------------------- | -------------- | --------------------------------------------------------------------------- | --------------- | --------------------------------------------------------------------------- | --------------- | --------------------------------------------------------------------------- |
| 1    | 8                  | Team Peugeot Total Peugeot 908 HDi FAP (LMP1) Sarrazin - Lamy - Wurz        | 9              | Peugeot Sport Total Peugeot 908 HDi FAP (LMP1) Montagny - Zonta - Klien     | 7               | Team Peugeot Total Peugeot 908 HDi FAP (LMP1) Minassian - Gené - Villeneuve | 2               | Audi Sport North America Audi R10 TDI (LMP1) McNish - Capello - Kristensen  |
| 2    | 9                  | Peugeot Sport Total Peugeot 908 HDi FAP (LMP1) Montagny - Zonta - Klien     | 7              | Team Peugeot Total Peugeot 908 HDi FAP (LMP1) Minassian - Gené - Villeneuve | 2               | Audi Sport North America Audi R10 TDI (LMP1) McNish - Capello - Kristensen  | 7               | Team Peugeot Total Peugeot 908 HDi FAP (LMP1) Minassian - Gené - Villeneuve |
| 3    | 7                  | Team Peugeot Total Peugeot 908 HDi FAP (LMP1) Minassian - Gené - Villeneuve | 2              | Audi Sport North America Audi R10 TDI (LMP1) McNish - Capello - Kristensen  | 9               | Peugeot Sport Total Peugeot 908 HDi FAP (LMP1) Montagny - Zonta - Klien     | 9               | Peugeot Sport Total Peugeot 908 HDi FAP (LMP1) Montagny - Zonta - Klien     |
| 4    | 2                  | Audi Sport North America Audi R10 TDI (LMP1) McNish - Capello - Kristensen  | 3              | Audi Sport Team Joest Audi R10 TDI (LMP1) Rockenfeller - Luhr - Prémat      | 3               | Audi Sport Team Joest Audi R10 TDI (LMP1) Rockenfeller - Luhr - Prémat      | 3               | Audi Sport Team Joest Audi R10 TDI (LMP1) Rockenfeller - Luhr - Prémat      |
| 5    | 1                  | Audi Sport North America Audi R10 TDI (LMP1) Biela - Werner - Pirro         | 1              | Audi Sport North America Audi R10 TDI (LMP1) Biela - Werner - Pirro         | 1               | Audi Sport North America Audi R10 TDI (LMP1) Biela - Werner - Pirro         | 1               | Audi Sport North America Audi R10 TDI (LMP1) Biela - Werner - Pirro         |

- source : l'intégralité des classements heure par heure sur le site officiel des 24 heures du Mans. lemans.org

### Classement final de la course

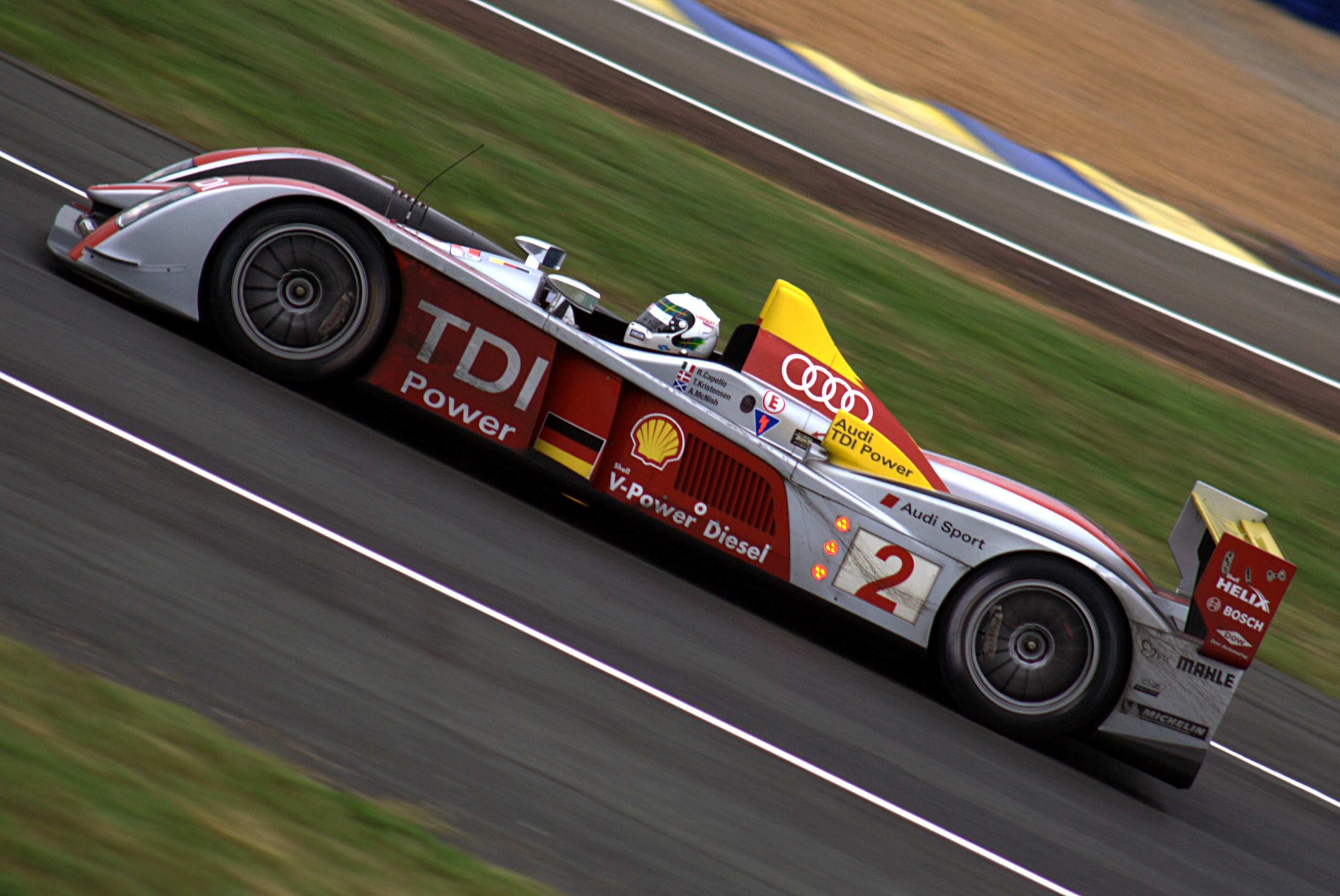
L'Audi R10 TDI, victorieuse de l'édition 2008.

Voici le classement officiel au terme des 24 heures de course.
- Les vainqueurs de chaque catégorie sont signalés par un fond jauni.
- Pour la colonne Pneus, il faut passer le curseur au-dessus du modèle pour connaître le manufacturier de pneumatiques.

| Pos   | Cat  | No  | Equipe                                     | Pilotes                                                  | Châssis                              | Pneus | Tours |
| Pos   | Cat  | No  | Equipe                                     | Pilotes                                                  | Moteur                               | Pneus | Tours |
| ----- | ---- | --- | ------------------------------------------ | -------------------------------------------------------- | ------------------------------------ | ----- | ----- |
| 1     | LMP1 | 2   | Audi Sport North America                   | Allan McNish Rinaldo Capello Tom Kristensen              | Audi R10 TDI                         | M     | 381   |
| 1     | LMP1 | 2   | Audi Sport North America                   | Allan McNish Rinaldo Capello Tom Kristensen              | Audi TDI 5.5 L Turbo V12 (Diesel)    | M     | 381   |
| 2     | LMP1 | 7   | Team Peugeot Total                         | Nicolas Minassian Marc Gené Jacques Villeneuve           | Peugeot 908 HDi FAP                  | M     | 381   |
| 2     | LMP1 | 7   | Team Peugeot Total                         | Nicolas Minassian Marc Gené Jacques Villeneuve           | Peugeot HDi 5.5 L Turbo V12 (Diesel) | M     | 381   |
| 3     | LMP1 | 9   | Team Peugeot Total                         | Franck Montagny Ricardo Zonta Christian Klien            | Peugeot 908 HDi FAP                  | M     | 379   |
| 3     | LMP1 | 9   | Team Peugeot Total                         | Franck Montagny Ricardo Zonta Christian Klien            | Peugeot HDi 5.5 L Turbo V12 (Diesel) | M     | 379   |
| 4     | LMP1 | 3   | Audi Sport Team Joest                      | Mike Rockenfeller Lucas Luhr Alexandre Prémat            | Audi R10 TDI                         | M     | 374   |
| 4     | LMP1 | 3   | Audi Sport Team Joest                      | Mike Rockenfeller Lucas Luhr Alexandre Prémat            | Audi TDI 5.5 L Turbo V12 (Diesel)    | M     | 374   |
| 5     | LMP1 | 8   | Team Peugeot Total                         | Stéphane Sarrazin Pedro Lamy Alexander Wurz              | Peugeot 908 HDi FAP                  | M     | 368   |
| 5     | LMP1 | 8   | Team Peugeot Total                         | Stéphane Sarrazin Pedro Lamy Alexander Wurz              | Peugeot HDi 5.5 L Turbo V12 (Diesel) | M     | 368   |
| 6     | LMP1 | 1   | Audi Sport North America                   | Frank Biela Marco Werner Emanuele Pirro                  | Audi R10 TDI                         | M     | 367   |
| 6     | LMP1 | 1   | Audi Sport North America                   | Frank Biela Marco Werner Emanuele Pirro                  | Audi TDI 5.5 L Turbo V12 (Diesel)    | M     | 367   |
| 7     | LMP1 | 17  | Pescarolo Sport                            | Christophe Tinseau Benoît Tréluyer Harold Primat         | Pescarolo 01                         | M     | 362   |
| 7     | LMP1 | 17  | Pescarolo Sport                            | Christophe Tinseau Benoît Tréluyer Harold Primat         | Judd GV5.5 S2 5.5 L V10              | M     | 362   |
| 8     | LMP1 | 5   | Team Oreca Matmut                          | Soheil Ayari Loïc Duval Laurent Groppi                   | Courage-Oreca LC70                   | M     | 357   |
| 8     | LMP1 | 5   | Team Oreca Matmut                          | Soheil Ayari Loïc Duval Laurent Groppi                   | Judd GV5.5 S2 5.5 L V10              | M     | 357   |
| 9     | LMP1 | 10  | Charouz Racing System Aston Martin Racing  | Jan Charouz Tomáš Enge Stefan Mücke                      | Lola B08/60                          | M     | 354   |
| 9     | LMP1 | 10  | Charouz Racing System Aston Martin Racing  | Jan Charouz Tomáš Enge Stefan Mücke                      | Aston Martin 6.0L V12                | M     | 354   |
| 10    | LMP2 | 34  | Van Merksteijn Motorsport Equipe Verschuur | Peter Van Merksteijn Jeroen Bleekemolen Jos Verstappen   | Porsche RS Spyder Evo                | M     | 354   |
| 10    | LMP2 | 34  | Van Merksteijn Motorsport Equipe Verschuur | Peter Van Merksteijn Jeroen Bleekemolen Jos Verstappen   | Porsche MR6 3.4 L V8                 | M     | 354   |
| 11    | LMP1 | 18  | Rollcentre Racing                          | João Barbosa Stéphan Grégoire Vanina Ickx                | Pescarolo 01                         | D     | 352   |
| 11    | LMP1 | 18  | Rollcentre Racing                          | João Barbosa Stéphan Grégoire Vanina Ickx                | Judd GV5.5 S2 5.5 L V10              | D     | 352   |
| 12    | LMP2 | 31  | Team Essex                                 | Casper Elgaard John Nielsen Sascha Maassen               | Porsche RS Spyder Evo                | D     | 347   |
| 12    | LMP2 | 31  | Team Essex                                 | Casper Elgaard John Nielsen Sascha Maassen               | Porsche MR6 3.4 L V8                 | D     | 347   |
| 13    | GT1  | 009 | Aston Martin Racing                        | David Brabham Antonio García Darren Turner               | Aston Martin DBR9                    | M     | 344   |
| 13    | GT1  | 009 | Aston Martin Racing                        | David Brabham Antonio García Darren Turner               | Aston Martin 6.0 L V12               | M     | 344   |
| 14    | GT1  | 63  | Corvette Racing                            | Johnny O'Connell Jan Magnussen Ron Fellows               | Chevrolet Corvette C6.R              | M     | 344   |
| 14    | GT1  | 63  | Corvette Racing                            | Johnny O'Connell Jan Magnussen Ron Fellows               | Chevrolet LS7.R 7.0 L V8             | M     | 344   |
| 15    | GT1  | 64  | Corvette Racing                            | Oliver Gavin Olivier Beretta Max Papis                   | Chevrolet Corvette C6.R              | M     | 341   |
| 15    | GT1  | 64  | Corvette Racing                            | Oliver Gavin Olivier Beretta Max Papis                   | Chevrolet LS7.R 7.0 L V8             | M     | 341   |
| 16    | GT1  | 007 | Aston Martin Racing                        | Heinz-Harald Frentzen Andrea Piccini Karl Wendlinger     | Aston Martin DBR9                    | M     | 339   |
| 16    | GT1  | 007 | Aston Martin Racing                        | Heinz-Harald Frentzen Andrea Piccini Karl Wendlinger     | Aston Martin 6.0 L V12               | M     | 339   |
| 17    | GT1  | 72  | Luc Alphand Aventures                      | Luc Alphand Guillaume Moreau Jérôme Policand             | Chevrolet Corvette C6.R              | M     | 335   |
| 17    | GT1  | 72  | Luc Alphand Aventures                      | Luc Alphand Guillaume Moreau Jérôme Policand             | Chevrolet LS7.R 7.0 L V8             | M     | 335   |
| 18    | LMP2 | 35  | Saulnier Racing                            | Pierre Ragues Matthieu Lahaye Cong Fu Cheng              | Pescarolo 01                         | M     | 333   |
| 18    | LMP2 | 35  | Saulnier Racing                            | Pierre Ragues Matthieu Lahaye Cong Fu Cheng              | Judd DB 3.4 L V8                     | M     | 333   |
| 19    | GT2  | 82  | Risi Competizione                          | Gianmaria Bruni Mika Salo Jaime Melo                     | Ferrari F430 GTC                     | M     | 326   |
| 19    | GT2  | 82  | Risi Competizione                          | Gianmaria Bruni Mika Salo Jaime Melo                     | Ferrari 4.0 L V8                     | M     | 326   |
| 20    | LMP2 | 40  | Quifel ASM Team                            | Miguel Amaral Olivier Pla Guy Smith                      | Lola B05/40                          | D     | 325   |
| 20    | LMP2 | 40  | Quifel ASM Team                            | Miguel Amaral Olivier Pla Guy Smith                      | AER P07 2.0 L Turbo I4               | D     | 325   |
| 21    | GT1  | 73  | Luc Alphand Aventures                      | Jean-Luc Blanchemain Laurent Pasquali Patrice Goueslard  | Chevrolet Corvette C6.R              | M     | 325   |
| 21    | GT1  | 73  | Luc Alphand Aventures                      | Jean-Luc Blanchemain Laurent Pasquali Patrice Goueslard  | Chevrolet LS7.R 7.0 L V8             | M     | 325   |
| 22    | GT2  | 97  | BMS Scuderia Italia                        | Matteo Malucelli Paolo Ruberti Fabio Babini              | Ferrari F430 GTC                     | P     | 318   |
| 22    | GT2  | 97  | BMS Scuderia Italia                        | Matteo Malucelli Paolo Ruberti Fabio Babini              | Ferrari 4.0 L V8                     | P     | 318   |
| 23    | GT2  | 90  | Farnbacher Racing                          | Pierre Ehret Pierre Kaffer Lars-Erik Nielsen             | Ferrari F430 GTC                     | D     | 317   |
| 23    | GT2  | 90  | Farnbacher Racing                          | Pierre Ehret Pierre Kaffer Lars-Erik Nielsen             | Ferrari 4.0 L V8                     | D     | 317   |
| 24    | LMP1 | 14  | Creation Autosportif                       | Stuart Hall Johnny Mowlem Marc Goossens                  | Creation CA07                        | D     | 316   |
| 24    | LMP1 | 14  | Creation Autosportif                       | Stuart Hall Johnny Mowlem Marc Goossens                  | AIM (Judd) 5.0 L V10                 | D     | 316   |
| 25    | GT2  | 99  | JMB Racing Aucott Racing                   | Ben Aucott Alain Ferté Stéphane Daoudi                   | Ferrari F430 GTC                     | M     | 312   |
| 25    | GT2  | 99  | JMB Racing Aucott Racing                   | Ben Aucott Alain Ferté Stéphane Daoudi                   | Ferrari 4.0 L V8                     | M     | 312   |
| 26    | LMP1 | 4   | Saulnier Racing                            | Jacques Nicolet Marc Faggionato Richard Hein             | Pescarolo 01                         | M     | 311   |
| 26    | LMP1 | 4   | Saulnier Racing                            | Jacques Nicolet Marc Faggionato Richard Hein             | Judd GV5.5 S2 5.5 L V10              | M     | 311   |
| 27    | GT2  | 77  | Team Felbermayr-Proton                     | Horst Felbermayr, Sr. Alex Davison Wolf Henzler          | Porsche 911 GT3 RSR (997)            | M     | 309   |
| 27    | GT2  | 77  | Team Felbermayr-Proton                     | Horst Felbermayr, Sr. Alex Davison Wolf Henzler          | Porsche 3.8 L Flat-6                 | M     | 309   |
| 28    | GT1  | 50  | Larbre Compétition                         | Christophe Bouchut David Smet Patrick Bornhauser         | Saleen S7-R                          | M     | 306   |
| 28    | GT1  | 50  | Larbre Compétition                         | Christophe Bouchut David Smet Patrick Bornhauser         | Ford 7.0 L V8                        | M     | 306   |
| 29    | LMP2 | 32  | Barazi-Epsilon                             | Michael Vergers Juan Barazi Stuart Moseley               | Zytek 07S/2                          | M     | 304   |
| 29    | LMP2 | 32  | Barazi-Epsilon                             | Michael Vergers Juan Barazi Stuart Moseley               | Zytek ZG348 3.4 L V8                 | M     | 304   |
| 30    | GT1  | 59  | Team Modena                                | Terry Borcheller Christian Fittipaldi Jos Menten         | Aston Martin DBR9                    | M     | 302   |
| 30    | GT1  | 59  | Team Modena                                | Terry Borcheller Christian Fittipaldi Jos Menten         | Aston Martin 6.0 L V12               | M     | 302   |
| 31    | LMP2 | 26  | Team Bruichladdich Radical                 | Marc Rostan Gunnar Jeannette Ben Devlin                  | Radical SR9                          | D     | 297   |
| 31    | LMP2 | 26  | Team Bruichladdich Radical                 | Marc Rostan Gunnar Jeannette Ben Devlin                  | AER P07 2.0 L Turbo I4               | D     | 297   |
| 32    | GT2  | 80  | Flying Lizard Motorsports                  | Jörg Bergmeister Johannes van Overbeek Seth Neiman       | Porsche 911 GT3 RSR (997)            | M     | 289   |
| 32    | GT2  | 80  | Flying Lizard Motorsports                  | Jörg Bergmeister Johannes van Overbeek Seth Neiman       | Porsche 3.8 L Flat-6                 | M     | 289   |
| 33    | LMP1 | 11  | Dome Racing Team                           | Tatsuya Kataoka Yuji Tachikawa Daisuke Ito               | Dome S102                            | M     | 272   |
| 33    | LMP1 | 11  | Dome Racing Team                           | Tatsuya Kataoka Yuji Tachikawa Daisuke Ito               | Judd GV5.5 S2 5.5 L V10              | M     | 272   |
| N. c. | GT1  | 55  | IPB Spartak Racing                         | Peter Kox Mike Hezemans Roman Rusinov                    | Lamborghini Murciélago R-GT          | M     | 266   |
| N. c. | GT1  | 55  | IPB Spartak Racing                         | Peter Kox Mike Hezemans Roman Rusinov                    | Lamborghini L535 6.0 L V12           | M     | 266   |
| N. c. | LMP1 | 24  | Terramos                                   | Yojiro Terada Hiroki Katoh Kazuho Takahashi              | Courage LC70                         | M     | 224   |
| N. c. | LMP1 | 24  | Terramos                                   | Yojiro Terada Hiroki Katoh Kazuho Takahashi              | Mugen MF408S 4.0 L V8                | M     | 224   |
| Abd.  | GT2  | 96  | Virgo Motorsport                           | Robert Bell Tim Mullen (en) Tim Sugden                   | Ferrari F430 GTC                     | D     | 289   |
| Abd.  | GT2  | 96  | Virgo Motorsport                           | Robert Bell Tim Mullen (en) Tim Sugden                   | Ferrari 4.0 L V8                     | D     | 289   |
| Abd.  | LMP1 | 16  | Pescarolo Sport                            | Emmanuel Collard Jean-Christophe Boullion Romain Dumas   | Pescarolo 01                         | M     | 238   |
| Abd.  | LMP1 | 16  | Pescarolo Sport                            | Emmanuel Collard Jean-Christophe Boullion Romain Dumas   | Judd GV5.5 S2 5.5 L V10              | M     | 238   |
| Abd.  | LMP1 | 23  | Autocon Motorsports Creation Autosportif   | Bryan Willman Michael Lewis Chris McMurry                | Creation CA07                        | D     | 224   |
| Abd.  | LMP1 | 23  | Autocon Motorsports Creation Autosportif   | Bryan Willman Michael Lewis Chris McMurry                | Judd GV5 5.0 L V10                   | D     | 224   |
| Abd.  | LMP2 | 45  | Embassy Racing (en)                        | Warren Hughes Jonny Kane Joey Foster                     | Embassy WF01                         | M     | 213   |
| Abd.  | LMP2 | 45  | Embassy Racing (en)                        | Warren Hughes Jonny Kane Joey Foster                     | Zytek ZG348 3.4 L V8                 | M     | 213   |
| Abd.  | LMP2 | 33  | Speedy Racing Team Sebah Automotive        | Steve Zacchia Andrea Belicchi Xavier Pompidou            | Lola B08/80                          | M     | 194   |
| Abd.  | LMP2 | 33  | Speedy Racing Team Sebah Automotive        | Steve Zacchia Andrea Belicchi Xavier Pompidou            | Judd DB 3.4 L V8                     | M     | 194   |
| Abd.  | LMP1 | 20  | Epsilon Euskadi                            | Ángel Burgueño (en) Miguel Ángel de Castro Adrián Vallés | Epsilon Euskadi ee1                  | M     | 189   |
| Abd.  | LMP1 | 20  | Epsilon Euskadi                            | Ángel Burgueño (en) Miguel Ángel de Castro Adrián Vallés | Judd GV5.5 S2 5.5 L V10              | M     | 189   |
| Abd.  | LMP1 | 22  | Tōkai University YGK Power                 | Toshio Suzuki Haruki Kurosawa Masami Kageyama            | Courage-Oreca LC70                   | Y     | 185   |
| Abd.  | LMP1 | 22  | Tōkai University YGK Power                 | Toshio Suzuki Haruki Kurosawa Masami Kageyama            | YGK YR40 4.0 L Turbo V8              | Y     | 185   |
| Abd.  | LMP1 | 21  | Epsilon Euskadi                            | Shinji Nakano Stefan Johansson Jean-Marc Gounon          | Epsilon Euskadi ee1                  | M     | 158   |
| Abd.  | LMP1 | 21  | Epsilon Euskadi                            | Shinji Nakano Stefan Johansson Jean-Marc Gounon          | Judd GV5.5 S2 5.5 L V10              | M     | 158   |
| Abd.  | LMP1 | 6   | Team Oreca Matmut                          | Marcel Fässler Olivier Panis Simon Pagenaud              | Courage-Oreca LC70                   | M     | 147   |
| Abd.  | LMP1 | 6   | Team Oreca Matmut                          | Marcel Fässler Olivier Panis Simon Pagenaud              | Judd GV5.5 S2 5.5 L V10              | M     | 147   |
| Abd.  | LMP2 | 44  | Kruse Schiller Motorsport                  | Jean de Pourtales (en) Hideki Noda Allan Simonsen        | Lola B05/40                          | D     | 147   |
| Abd.  | LMP2 | 44  | Kruse Schiller Motorsport                  | Jean de Pourtales (en) Hideki Noda Allan Simonsen        | Mazda MZR-R 2.0 L Turbo I4           | D     | 147   |
| Abd.  | LMP1 | 12  | Charouz Racing System Team Cytosport       | Greg Pickett Klaus Graf Jan Lammers                      | Lola B07/17                          | M     | 146   |
| Abd.  | LMP1 | 12  | Charouz Racing System Team Cytosport       | Greg Pickett Klaus Graf Jan Lammers                      | Judd GV5.5 S2 5.5 L V10              | M     | 146   |
| Abd.  | GT2  | 78  | AF Corse                                   | Thomas Biagi Toni Vilander Christian Montanari           | Ferrari F430 GTC                     | M     | 111   |
| Abd.  | GT2  | 78  | AF Corse                                   | Thomas Biagi Toni Vilander Christian Montanari           | Ferrari 4.0 L V8                     | M     | 111   |
| Abd.  | LMP2 | 25  | Ray Mallock Ltd.                           | Andy Wallace Mike Newton Thomas Erdos                    | MG-Lola EX265                        | M     | 100   |
| Abd.  | LMP2 | 25  | Ray Mallock Ltd.                           | Andy Wallace Mike Newton Thomas Erdos                    | MG (AER) XP21 2.0 L Turbo I4         | M     | 100   |
| Abd.  | LMP1 | 19  | Chamberlain Synergy Motorsport             | Bob Berridge Gareth Evans Amanda Stretton (en)           | Lola B06/10                          | D     | 87    |
| Abd.  | LMP1 | 19  | Chamberlain Synergy Motorsport             | Bob Berridge Gareth Evans Amanda Stretton (en)           | AER P32C 4.0 L Turbo V8              | D     | 87    |
| Abd.  | GT1  | 53  | Vitaphone Racing Team Strakka Racing       | Peter Hardman Nick Leventis Alexandre Negrão             | Aston Martin DBR9                    | M     | 82    |
| Abd.  | GT1  | 53  | Vitaphone Racing Team Strakka Racing       | Peter Hardman Nick Leventis Alexandre Negrão             | Aston Martin 6.0 L V12               | M     | 82    |
| Abd.  | GT2  | 94  | Speedy Racing Team                         | Andrea Chiesa Iradj Alexander Benjamin Leuenberger       | Spyker C8 Laviolette GT2-R           | M     | 72    |
| Abd.  | GT2  | 94  | Speedy Racing Team                         | Andrea Chiesa Iradj Alexander Benjamin Leuenberger       | Audi 4.0 L V8                        | M     | 72    |
| Abd.  | GT2  | 85  | Snoras Spyker Squadron                     | Ralf Kelleners Alexei Vasiliev Peter Dumbreck            | Spyker C8 Laviolette GT2-R           | M     | 43    |
| Abd.  | GT2  | 85  | Snoras Spyker Squadron                     | Ralf Kelleners Alexei Vasiliev Peter Dumbreck            | Audi 4.0 L V8                        | M     | 43    |
| Abd.  | GT2  | 76  | IMSA Performance                           | Raymond Narac Patrick Long Richard Lietz                 | Porsche 911 GT3 RSR (997)            | M     | 26    |
| Abd.  | GT2  | 76  | IMSA Performance                           | Raymond Narac Patrick Long Richard Lietz                 | Porsche 3.8 L Flat-6                 | M     | 26    |
| Abd.  | LMP2 | 41  | Trading Performance                        | Karim Ojjeh Claude-Yves Gosselin Adam Sharpe (pl)        | Zytek 07S/2                          | M     | 22    |
| Abd.  | LMP2 | 41  | Trading Performance                        | Karim Ojjeh Claude-Yves Gosselin Adam Sharpe (pl)        | Zytek ZG348 3.4 L V8                 | M     | 22    |
| Abd.  | GT2  | 83  | Risi Competizione Krohn Racing             | Tracy Krohn Niclas Jönsson Eric van de Poele             | Ferrari F430 GTC                     | M     | 12    |
| Abd.  | GT2  | 83  | Risi Competizione Krohn Racing             | Tracy Krohn Niclas Jönsson Eric van de Poele             | Ferrari 4.0 L V8                     | M     | 12    |

Détail :
- La no 55 Lamborghini Murciélago et la no 24 Courage LC70 n'ont pas été classées pour cause de distance parcourue insuffisante (moins de 70 % de la distance parcourue par le 1er de l'épreuve).

## Pole position et record du tour
- Pole position : Stéphane Sarrazin sur no 8 Team Peugeot Total en 3 min 18 s 513.
- Meilleur tour en course : Stéphane Sarrazin sur no 8 Team Peugeot Total en 3 min 19 s 394 au 102e tour.

## À noter
- Longueur du circuit : 13,629 km
- Distance parcourue : 5 192,650 km
- Vitesse moyenne : 216,36 km/h
- Meilleure vitesse : 344 km/h (Peugeot 908 HDi)
- Écart avec le 2e : 4 min 31s 094